# Lex Maenia de patrum auctoritate
La lex Maenia de patrum auctoritate (en español, ley Menia de la autoridad de los padres) de autor y fecha inciertos, establecía que la auctoritas patrum debía preceder y no seguir a las operaciones electorales, extendiendo así a los comicios lo que la lex Publilia Philonis de patrum auctoritate del 339 a. C. había establecido para las rogativas legislativas.
De hecho, en la república primitiva todas las resoluciones de los comicios estaban sujetas a la auctoritas patrum, es decir, a la ratificación por la parte patricia del Senado. La auctoritas se ejercía para todas las deliberaciones de los comicios: aprobación de leyes, elección de magistrados y juicios; sólo se excluyeron los plebiscitos que aún no tenían fuerza de ley (la tendrán con la lex Hortensia del 287 a. C.) y los actos de los comicios con valor formal y no deliberativo. Mediante estas leyes se reducía el poder de los patres, ya que estos decidían que la ratificación debía preceder y no seguir a las operaciones legislativas y electorales de los comicios.
Por un texto de Marco Tulio Cicerón se deduce que la ley debió tener lugar después del consulado de Manio Curio Dentato (290 a. C.); otros autores sostienen que tanto la lex Publilia Philonis como la lex Maenia pueden situarse en la primera década del siglo III a. C. En particular, E. Pais piensa que la lex Publilia Philonis no puede ser anterior a la lex Maenia, que debería situarse entre los años 299 y 290 a. C., mientras que B. G. Niebuhr cree que debería atribuirse al año de la dictadura de Cayo Menio, en 320 a. C.; T. Mommsen lo sitúa alrededor del 300 a. C.; G. Rotondi en cambio, más prudentemente, indica el período para el que faltan los libros livianos, es decir, 292-219 a. C. Sin embargo, es presumible que la lex Maenia sea poco posterior a la lex Publilia Philonis, ya que los patricios tenían un mayor interés en controlar la elección de los magistrados, que la propia legislación. En esto último, al haber una sola propuesta, el comicio podía limitarse a aceptarla o rechazarla, mientras que en la elección de magistraturas, como había más candidatos, la asamblea podía proceder con la elección de solo plebeyos, rechazando los candidatos patricios. En consecuencia, a los patricios les interesaba posponer lo más posible la reforma de la auctoritas relativa a la elección de magistrados.